# Відьмачі легенди
«Відьмачі легенди» (рос. Ведьмачьи легенды, пол. Opowieści ze świata Wiedźmina) — антологія, зібрана польськими видавцем Войтеком Седеньком і перекладачем Павелом Лауданським, задумана як данина поваги «Відьмакові» Анджея Сапковського та йому самому. Збірка з восьми творів російськомовних українських і російських авторів була створена з відома та схвалення Сапковського й видана спочатку в польському перекладі в Польщі видавництвом «Solaris», а потім в оригіналі в Росії видавництвом «Ексмо». Всі історії розгортаються в світі «Відьмака» чи певним чином пов'язані з ним.

## Історії та автори
1. «Балада про дракона» (рос. Баллада о драконе, пол. Ballada o smoku), Леонід Кудрявцев[ru];
Відомий бард Любисток вирішив вирушити до міста Джакс, аби написати баладу про місцевого дракона.
2. «Кольори перемир'я» або «Барви братерства» (рос. Цвета перемирия, пол. Barwy braterstwa), Володимир Васильєв;
Історія відбувається в світі «Великого Києва». Місцевого Геральта наймають для охорони байкерського фестивалю.
3. «Одноокий Орфей» (рос. Одноглазый Орфей, пол. Jednooki Orfeusz), Михайло Успенський;
Відьмак зі своїм другом Любистком приїжджають у Первоград на конкурс бардів, де конкурентом останньому стає відомий майстер вірша та пісні «Одноокий Орфей».
4. «Лютня і таке інше» (рос. Лютня и всё такое, пол. Lutnia, i to wszystko), Марія Галіна;
Менестрель Ессі Давен на прізвисько Вічко вирішує вийти заміж за шановану людину, главу гільдії в приморському місті. Її старого друга Любистка запрошено співати на весіллі, а колись войовнича ельфа Торувієль в тому самому місті чекає останнього корабля до ельфської країни.
5. «Ми завжди відповідальні за тих, кого…» (рос. Мы всегда в ответе за тех, кого…, пол. Zawsze odpowiadamy za tych, którzy…), Андрій Бєлянін;
Історія про Геральда та Єніфер (sic) у сучасному світі.
6. «Веселий, простодушний, безсердечний» (рос. Веселый, простодушный, бессердечный, пол. Wesoły, niewinny i bez serca), Володимир Арєнєв;
Пірати наймають відьмака Стефана на прізвисько Журавель.
7. «Окупанти» (рос. Оккупанты, пол. Okupanci), Олександр Золотько;
Початок 1980-х років. Контингент радянських військ на території Польщі стикається з магічною аномалією та казковими істотами.
8. «Ігри всерйоз» (рос. Игры всерьёз, пол. Gry na serio), Сергій Легеза.
Команда по боротьбі з кіберзлочинністю вирушає в віртуальний світ під назвою Сапковія.

## Відгуки
Збірка була по-різному зустрінута в Польщі та Росії. Російський часопис «Мир фантастики» назвав антологію незвичайною і нешаблонною, проте з непродуманою композицією, та дав їй високу оцінку 8/10. Журнал відзначив різноманіття жанрів і тем, високу якість текстів, повагу до канону. На польському же оглядовому інтернет-порталі «Recenzjum» книгу оцінили на 5/10, висловивши думку, що збірці не вистачає «відьмацькості», а оповідання відверто різного рівня. На «BiblioNETka», іншому польському порталі, назвали більшість оповідань збірки нудними повторювальними фанфіками не по темі, що розчаровують, а антологію в цілому оцінили на 2/6. Український журнал «Світ фентезі» зазначив, що чимало читачів було розчаровано тим, що тексти збірки лише опосередковано пов'язані з відьмаком Геральтом, проте назвав її успішною.